# Choi Suk-jae
Choi Suk-jae, född den 7 november 1965, är en sydkoreansk handbollsspelare.
Han tog OS-silver i herrarnas turnering i samband med de olympiska handbollstävlingarna 1988 i Seoul.